# Partido Pirata de Noruega
El Partido Pirata de Noruega (en noruego: Piratpartiet) es un partido político noruego fundado en 2012. Sus principios básicos son ''la transparencia total en la administración del Estado, la privacidad en internet, así como un mejor uso de este en las tecnologías para hacer una democracia mejor". El 17 de diciembre de 2012  anunciaron que  habían obtenido las 5 000 firmas necesitadas por ley para registrarse como partido político y participar en las próximas elecciones generales. El partido es miembro de la Internacional de Partidos Pirata.

## Historia

### Fundación
En junio de 2012 el partido emitió invitaciones para una reunión de su lanzimiento que iba a ser en Trondheim para el 16 de junio, con la intención de acordar una estrategia para obtener las 5 000 firmas necesarias por ley, para convertirse en partido político. El 16 de diciembre de ese año, lograron obtener las firmas suficientes y fue reconocido legalmente como partido político.

### Resultados electorales
| Elección | Votos | % y posición | Escaños |
| -------- | ----- | ------------ | ------- |
| 2013     | 9 869 | 0.3 (12°)    | 0/169   |
| 2017     | 3 347 | 0.1 (15°)    | 0/169   |
| 2021     | 2 308 | 0.1 (20°)    | 0/169   |